# Lycaon pictus somalicus
A Lycaon pictus somalicus az emlősök (Mammalia) osztályának ragadozók (Carnivora) rendjébe, ezen belül a kutyafélék (Canidae) családjába tartozó afrikai vadkutya (Lycaon pictus) egyik alfaja.

## Előfordulása
A Lycaon pictus somalicus előfordulási területe Afrika legkeletibb részén, az úgynevezett Afrika szarván van.
Etiópiában védelem alatt áll, azonban egy védett területén vagy nemzeti parkjában sem található meg; csak az ország déli részén él. Talán még fellelhető Észak-Szomáliában, viszont itt a szomáliai polgárháború ellehetetleníti a fennmaradását. Valószínűleg Eritreából kihalt.

## Megjelenése
Ez az alfaj nagyon hasonlít a Lycaon pictus lupinusra, azonban ennél valamivel kisebb, a szőrzete rövidebb és durvább tapintású, a fogazata pedig gyengébb. A színezet terén főleg a Lycaon pictus pictusra emlékeztet. A déli alfaj sárgás testrészei, a Lycaon pictus somalicusnál világosbarnák, míg a kelet-afrikai alfajnál narancssárgák.

## Fordítás
- Ez a szócikk részben vagy egészben  a   Somali wild dog című angol Wikipédia-szócikk ezen változatának fordításán alapul.  Az eredeti cikk szerkesztőit annak laptörténete sorolja fel. Ez a jelzés csupán a megfogalmazás eredetét és a szerzői jogokat jelzi, nem szolgál a cikkben szereplő információk forrásmegjelöléseként.